# John Bahcall
John Norris Bahcall (ur. 30 grudnia 1934 w Shreveport, zm. 17 sierpnia 2005 w Nowym Jorku) – amerykański astrofizyk.

## Życiorys
W 1956 r. ukończył studia na Uniwersytecie Kalifornijskim z dyplomem Bachelor of Arts w dziedzinie fizyki, a już w następnym roku otrzymał tytuł Master of Science z fizyki Uniwersytetu Chicagowskiego. W 1961 r. obronił doktorat z fizyki na Uniwersytecie Harvarda.
Był pionierem fizyki neutrin. Zajmował się głównie badaniami związanymi z problemem słonecznych neutrin. Współtwórca Standardowego Modelu Słońca. Wieloletni pracownik Instytutu Studiów Zaawansowanych w Princeton.
Obliczył strumień neutrin, jaki w różnych procesach generowany jest wewnątrz Słońca. Współpracował z Raymondem Davisem przy eksperymencie, w którym po raz pierwszy został zmierzony ów strumień i zapoczątkował tzw. kryzys słoneczny. Był współtwórcą modeli opisujących galaktyki. W latach 1970–90 pracował przy budowie Kosmicznego Teleskopu Hubble’a.
W roku 1999 otrzymał nagrodę Henry Norris Russell Lectureship przyznaną przez American Astronomical Society. W roku 2003 otrzymał Złoty Medal Królewskiego Towarzystwa Astronomicznego.
Laureat Nagrody Enrica Fermiego.

## Ważniejsze prace
- J.N. Bahcall, „Solar Neutrinos I. Theoretical”, Phys. Rev. Lett. 12, 300 (1964).
- J.N. Bahcall, W.F. Huebner, S.H. Lubow, P.D. Parker, R.K. Ulrich, „Standard solar models and the uncertainties in predicted capture rates of solar neutrinos”, Rev. Mod. Phys., 54(3):767-800, 1982.
- J.N. Bahcall, M.H. Pinsonneault, „Standard solar models, with and without helium diffusion, and the solar neutrino problem”, Rev. Mod. Phys., 64(4):885-926, 1992.
- J.N. Bahcall, R.K. Ulrich, „Solar models, neutrino experiments, and helioseismology”, Rev. Mod. Phys., 60(2):297-372, 1988.